# Ловна дивљач Републике Српске
Ловна дивљач Републике Српске према расположивим подаци о ловним ресурсима говори о значајном биолошкој разноврсности животињског света на овом делу Босне и Херцеговине. Такође, у Републици Српској до данас су успешно преживеле и неке животињске врсте, које су истребљене у многим европским земљам, што је непроцењива вреднсот.
И поред тога остварени економски ефекти не одражавају њихов пуни потенцијал, јер се уочава несразмера у приходу од лова у односу на укупни одстрел, с обзиром на неадекватну евиденцију података.

## Ловна дивљач у ловиштима и националним парковима у Републици Српској
Географски положај и природне карактеристике Републике Српске, омогућавају живот разноврсне дивљачи на целом подручју земље. У ловиштима Републике Српске постоје повољни услови за узгој и коришћење великог броја разноврсних, економски највреднијих и заштићених врста дивљачи које су веома тражене у Босни и Херцеговини, ачи и на иностраном тржишту.
- У североисточним, равничарским крајевима Републике Српске, Семберији и Посавини, од ловне дивљачи бораве срне и дивље свиње и ниске, длакаве и перната дивљач.[2]
- У средишњи део Републике Српској бораве срне и дивље свиње и ниске, длакаве и перната дивљач. Док је подручје Романије и Херцеговине станиште медведа, тетреба, дивокозе, посебне врсте ниске пернате дивљачи која обитава на већим надморским висинама, јаребицу камењарку и љештарку.[2]

| Врста дивљачи   | Капацитет ловишта | Пролећно стање | Приплод | План одстрела | Одстрел | Приход у КМ |
| --------------- | ----------------- | -------------- | ------- | ------------- | ------- | ----------- |
| Срна            | 1.240             | 909            | 222     | 50            | 4       | 16.766      |
| Јеленска дивљач | 6                 | 8              | 2       | 0             | 0       | 0           |
| Дивокоза        | 1.640             | 419            | 67      | 10            | 0       | 12.870      |
| Дивља свиња     | 300               | 352            | 172     | 136           | 1       | 40.917      |
| Зец             | 110               | 165            | 55      | 39            | 0       | 0           |
| Тетреб          | 120               | 120            | 13      | 13            | 0       | 17.702      |
| Вук             | 7                 | 5              | 0       | 0             | 0       | 0           |
| Лисица          | 30                | 37             | 7       | 0             | 5       | 0           |
| Јазавац         | 10                | 12             | 2       | 0             | 0       | 0           |
| Дивља мачка     | 10                | 9              | 0       | 0             | 0       | 0           |
| Златица)        | 8                 | 7              | 0       | 0             | 0       | 0           |
| Укупно          |                   |                |         |               |         | 88.255      |

У Републици Српској постоји 91 ловиште. У зависности од начина оснивања
ловишта, категоријама корисника, ловишта су сврстана у следеће категорије:
- 6 посебних ловишта којима газдују шумска газдинства и два национална парка;
- 13 ловишта којима газдују привредни субјекти;
- 62 ловишта којима газдују ловачка удружења.

Како Законом није прописана минимална површина ловишта, као и површине појединачних ловишта, њихова величина се крече у распону од 1.688 ха до 91.731 ха.

## Врсте ловне дивљачи
Ловишта Републике Српске располажу седећим врстама дивљачи:
Мрки медвед

Медвед, некада понос ових ловишта, преживео је сва зла времена и вратио се
враћа тамо где му је место. Када је у питању управљање медведом, мора се истаћи неопходност студиознијег приступа овом проблему. Анализа стања популације медведа у пет ловишта у Републици Српској утврдиле су прилично шаролику ситуацију, која, по свему судећи, не одговара реалности у ловишту. Наиме, нека друштва у ловишту имају онолико медведа колико је капацитета, друга много мање. У појединим друштвима број медведа у ловишту је из године у годину исти.
Вук
Вук као врста копненог сисара који је у прошлости насељавао цео европски континент, данас има ареал, који се свео на источну и југоисточну Европу. 
Вук има различити заштитни статус у Босни и Херцеговини. У Републици Српској је незаштићена, док у Федерацији Босне и Херцеговине има статус ловно заштићене врсте.
Покретање систематских истраживања ове грабежљиве врсте у Босни и Херцеговини један је од императива њене ловне привреде. Највећа густина популације вукова је у северним деловима Динарског масива. Прикупљени подаци показују да је врста распрострањена, углавном у брдско-планинском појасу. Највише у централним и источним деловима Босне и Херцеговине, а то су брда и планински ланци, веома шумовити, богати пашњацима, са добром трофичком основом ( релативно густе популације срндаћа и дивљих свиња). Истовремено, то је најнеразвијенији, ретко насељени део Босне и Херцеговине, у коме се становништво углавном бави сточарством (понегде и номадским сточарством).
У подручјима која обухватају шумовита пространства брдско-планинских подручја вук се у БиХ среће у:
- централним и источним деловима - 71,43%;
- јужно медитеранским деловима - 16,33% и
- западном делу - 7,65%),
- спорадично (4,59%) - у равничарским деловима Посавине (северна Босна и Херцеговина) и у планинском појасу у зонама изнад горње границе шума.

Званични подаци, преузети из ентитетских завода за статистику, указују на значајан пад популације вукова у Босни и Херцеговини. Према овим подацима, могло би се закључити да би број вукова у Босни и Херцеговини могао бити око 300 јединки, те да се тренд опадања наставља.
Дивља свиња

Дивља свиња припада групи животиња које се релативно брзо прилагођавају новим станишта али и животу током узгоја у затвореним просторима, што значајно проширују њихове постојеће површине на простору Републике Српске. Поред тога, лако се навикава и прихвата екстра храну. Достизање максималног броја дивљих свиња је релативно лако тако да се у полуинтензивном узгоју дивљих свиња у брдским и планинским ловиштима Републике Српске може вршити и одстрел до 50%, а лов је могућ током целе године. 
Срндаћ

Срнећа дивљач на у Републици Српској се на годишњем нивоу креће око, 31%.
 Срне живе у одраслим храстовим шумама са подрастом и шибљем. Око 24% јединки борави у шумама граба са појединачним стаблима цера, а 19% проводи време у шуми одраслих храстова и граба без шибља и шибља. У младим културама храста, граба и црног ораха борави 15%, а 11% одраслиј јединики борави у багремовим шуме без жбуња. Према томе овакво понашање срна у Републици Српској се може очекивати у ловиштима где има таквих шума.
Дивокоза
Једна од препознатљивих карактеристика ловишта у Републици Српској је дивокоза. Дивокоза насељава станишта са веома израженим рељефом у шумском појасу на горњој граници шума и планинских пашњака, као и клисурама и речним кањонима у којима је очувана реликтна вегетација. Дивокоза се одликују вертикалним миграцијама, како дневним тако и сезонским. Минимална величина ловишта потенцијалног станишта површине 1.000 -1.500 ха располаже са 100-120 грла.
Јелен
Јелени  (лат. Cervidae) су породица животиња из реда папкара (Artiodactyla). Породица обухвата 45 врста, између осталих и јелене, срне, ирвасе и лосове. Најупадљивија карактеристика ове породице су рогови који код различитих врста имају различит облик, а углавном их имају само мужијаци. Рогови ове породице битно се разликују од рогова породице шупљорожаца (Bovidae). Грађени су од коштане супстанце, и сваке године израсту нови, док су код шупљорожаца трајни и непрекидно расту цели живот.
Лисица
Лисице су сисари мање или осредње величине и припадају неколиким родовима породице паса (лат. сanidae). Имају пљоснату лобању, усправне троугласте уши, зашиљену, благо окренуту њушку и дуги грмолики реп. Дванаест врста припада монофилетској групи „правих лисица“ рода вукова (лат. vulpes). Осталих 25 тренутних или изумрлих врста увек или понекад називају лисицама. Глобална дистрибуција лисица, заједно са њиховом широком репутацијом лукавости, доприноси њиховој истакнутости у популарној култури и фолклору у многим друштвима широм света. 
Јазавац
Јазавац или европски јазавац (лат. Meles meles) је врста животиње из рода јазавац (лат. Meles), који припада породици куна. Углавном живи у одајама испод земље које сам копа, а које су ходницима повезане са површином. Тежак је до 25 kg, а дужина му се креће од 90–110 cm. Јазавац је претежно ноћна животиња, тако да има слабо развијен вид, нешто боље равијен слух и одлично развијено чуло мириса. Обично живи у скупинама од по неколико јединки и на својој територији има више јазбина у којима борави. Спада у групу сваштоједа. Током зиме јазавац улази у једну врсту зимског сна, који повремено прекида ради узимања хране или воде.
Дивља мачка
То је снажна животиња округле главе са кратком њушком и кратким ушима. У снажној вилици истичу се оштри очњаци. Тело јој је покривено густом длаком сиво-смеђе боје са ретким, попречним тамним пругама. Краћи, дебео реп има тамне прстенове и врх је увек тамно обојен. На предњим ногама има пет прстију, а на задњим четири који су са доње стране увек тамни. На прстима има оштре канџе које може да увуче.
У приобаљу Дрине, у зворничком крају, најезди разних предатора придружиле су се и – дивље мачке! Поред паса луталица и лисица, подручје ове подрињске општине, посебно у атару села Тршић, постало је уточиште и овог предатора. Углавном бораве у речном појасу Дрине, где у потрази за храном најчешће нападају зечеве и фазане који су немоћни пред овим предатором. Неретко су на њиховом удару и млада грла срнеће дивљачи.
Куна (куна златица), (куна белица)
Куна златица животиња која нарасте до 80 cm (од чега на реп отпада око 53 cm), а у висину до 20 cm. Достиже тежину од 1,5 кг. У горњем делу и на ногама је тамносмеђе боје. Светла је на стомаку. Испод врата и према предњим ногама је златножуте боје, по чему је и добила име. Поддлака је светлосмеђа, табани и врхови прстију су обрасли длаком. Живи у шупљинама дрвећа или у пукотинама стена. Тамо проводи дан. Ноћу креће у потрагу за храном. Храни се мишевима, пуховима, веверицама, птицама и њиховим јајима, младим зечићима. Одлично се пење на дрвеће, улази у рупе и врло лако добија храну. Једе и неке плодове шумског дрвећа и жбуња.
Тетреб (велики тетреб)

Тетреб (лат. Tetrao) је род шумских птица из породице кока (Phasianidae), који обухвата четири врсте. Латински назив рода је највероватније изведен из латинског назива тетреба рушевца (Tetrao tetrix).
Велики тетреб је у већем делу Европе угрожена врста. Промене у станишту и радови у шумарству, између осталих, основни су узроци његовог угрожавања. Најобимније и најзначајније промене су узроковане активностима људи током радова у шумарству. Ови радови, посебно сече шума, доводе до наглих и дуготрајних промена у шумским екосистемима, које се манифестују кроз више видова као што су огољавање површина, измена зељастих и дрвенастих врста, промена услова микроклиме, заклона и исхране.
На територији Босне и Херцеговине, слично као и на многим другим стаништима, дошло је до смањења ареала и бројности великог тетреба. Крајем 19. и почетком 20. века, због очуваних шума и мале отворености подручја, тетреб је био бројан у брдско-планинским подручјима БиХ. Преостала станишта, угрожена су људским активностима као што су сече шума, сакупљање лековитих биљака, гљива и шумских плодова, пашарење, рекреативне активности и криволов. Сматра се да радови у шумарству, у највећој мери, узрокују пропадање станишта, смањење бројности и нестанак локалних популација тетреба у Републици Српској.
Љештарка пијевац

### Ниска дивљач
Зец

Како је популација лисице у ловиштима Републике Српске енормно велика а одстрели минимални у односу на бројност, зеца данас има претежно у оним ловиштима чији корисници редовно врше редукцију бројности, у другим ловиштима све их је мање. 
Фазан

Пре рат из 1990-их у Босни и Херцеговини, одбвијало се успешно гајење фазанске дивљачи и стицање врло значајних прихода од лова у свим познатим фазанеријама (Градачац, Брчко, Добој и Оџак), али су ратна дејства готово девастирала све ове и друге фазанерије, као и Хутово блато, познато станиште и ловиште пернате дивљачи, посебно паткарица и разних мочварица. Пооследњих година Хутово блато постиже видне резултате на заштити, узгоју и коришћењу тамошње одређене пернате дивљачи.
На простору Републике Српске фазан је настанио различита станишта и веома добро се прилагођава кукурузним и другим житним пољима, жбуњевитим живим оградама и одраслим густим шибљем. Након бербе кукуруза, када нема довољно шикара и жбуња, фазан тражи друге, ниском шумом обрасле терене, јер више воли шумарке него високе шурне.
Препелица

Препелица (Coturnix coturnix), која је распрострањена готово у целој Европи је изузетно атрактивна ловна дивљач, коју још називају и „пућпура“ због карактеристичног оглашавања „пућпуру“.
Ова птица је селица и на простор Републике Српске долази са обала северне Африке крајем априла и почетком маја да би се гнздила. Крајем августа, када одрасту млади, препелице се сакупљају у јата и преко Италије и Сицилије лете преко мора у правцу Африке, где проводе зиму. Међутим, важно је знати да један мањи број јединки препелица остане преко зиме и на просторима Републике Српске, као станарица.
У Републици Српској препелица је ловостајем заштићена врста. Лови се у периоду од 1. августа до 31. децембра. Стање популације ове врсте у Босни и Херцеговини није довољно истражено, али постоје процене да се у Босни и Херцеговини гнезди између 5.000 и 10.000 парова препелица.
Јаребица (пољска јаребица, јаребица камењарка)
Ситуација са јаребицама није онаква какваби требало да буде. Нарочито када је у питању камењар. Узроци нестанка јаребице из ловишта Републике Српске су вишеструке, а главне су:
- промена животне средине и повећање броја длакавих штеточина,
- уништавање легла од стране људи,
- климатски утицаји,
- Јаребица камењарканепланирано пуцање,
- употреба инсектицида, пестицида, хербицида, фунгицида,
- паразитске и заразне болести.[20]

У случају да средња месечна температура ваздуха падне испод 12 степени и
за месец дана падне више од 80 мм падавина, морталитет пилића је око 70% и пораст је минимално, само 0,30%. Ако је температура ваздуха у мају и јуну изнад 20 степени ако падавине не прелазе 50 мм, губици пилића у пољу су минимални.
Шљука (шумска)
Шумске шљуке (Scolopax) су род птица који обухвата 8 веома сличних врста. Ове се птице углавном хране ноћу или навече, црвима у меком тлу са својим дугачким кљуновима. Њихова шарена боја перја и обичај да се пуно не крећу дању их чине веома неприметним дању. 
Дивља патка (дивља патка глувара)
Дивља патка или глувара (Anas platyrhynchos) је најпознатија врста патке. Бројне припитомљене расе патака воде порекло од дивље патке (глуваре).
Мали Зворник, са површином језера од 2.000 хектара, спада у први бонитетни разред и има идеалне станишне услове и капацитете за размножавање дивље и лов дивље патке, дивље гуске, лабуда и других барских птица, које ту живе или су у пролазу у периоду селидбе, те да се сваке године повећава фонд предвиђен за лов ових врста. 
Дивља гуска (дивља гуска лисаста)
Мали Зворник, са површином језера од 2.000 хектара, спада у први бонитетни разред и има идеалне станишне услове и капацитете за размножавање дивље гуске, дивље патке, лабуда и других барских птица, које ту живе или су у пролазу у периоду селидбе, те да се сваке године повећава фонд предвиђен за лов ових врста. 
Грлица
Дивља грлица (лат. Streptopelia turtur) врста је птице из породице голубова (лат. Columbidae). Веома је присутна у Медитерану, средњој и јужној Европи и источном Леванту. у Републици Српској је честа у низијама и предгорјима. Најчешћа је у плодним долинама где има много дрвећа и текуће воде, али се гнезди и негде у већим шибљама. Избегава планинске шуме. У висинском распореду обично је ограничен зоном храстових и планинских букових шума. Припада мигрантима. Припреме за селидбу почињу у септембру. Миграција почиње у октобру, а зиму проводи у областима јужно од пустиње Сахаре (Африка). Враћа се у другој половини априла. Голубица је такође веома позната врста грлица, која је веома распрострањена у Републици Српској  (али и на читавом Балканском полуострву),
Дивљи голуб
Голуб пећинар, голуб стрнаш, голуб камењар или дивљи голуб (лат. Columba livia) спада у породицу голупчарки (Columbidae) и има око 15 подврста. Типска је врста европског дивљег голуба, и домаћи голуб у градовима и селима Репиублике Српске (Columba livia domestica) који је у ствари његова подврста.
У Републици Српској он спада у заштићене врсте дивљачи, трајањем ловне сезоне и ловостајем у отвореним и ограђеним ловиштима, ограђеним деловима ловишта и полигонима за лов дивљачи, у циљу регулисања бројности популације.
Бекасина
Барска шљука (лат. Gallinago gallinago) је птица селица из реда шљукарица (Charadriiformes). Назив потиче од латинске речи галлина – кокошка и суфикса – аго, што означава птицу која личи на кокошку. Врста је присутна на различитим воденим стаништима Републике Српске, преферирајући баре, мочваре, влажне ливаде и тресаве са ниском, густом вегетацијом где се гнезди.
Црна лиска
Лиска насељава зарасла слатководна језера и баре и друга водена станишта Републике Српске, а за разлику од већине других врста барских кока нема потребу да се скрива. Стално је присутна у областима са благом климом, док хладније делове Републике Српске када дође зима и вода се заледи напушта и сели се на југ и запад.

## Заштита
Међу врстама дивљачи које су трајно заштићене у Републици Српској, посебна пажња се посвећује очувању и унапређењу популација риса који је све ређи, као и видре, дабра и веверице.
Код птица, којих има велики број врста у ловиштима, а које су заштићене као природне реткости, ловци имају велику одговорност да поштују законске норме и чувају угрожене врсте. Посебно се мора обратити пажња на заштиту врста као што су орао крсташ, орао бјелорепан, степски соко, еја ливадарка, црна рода.

### Нормативна акта за заштиту дивљачи
У заштити ловне дивљачи у Републици Српској међу прописа из области ловства и заштите природе спадају:
- Закон о ловству (Службени гласник Републике Српске, бр. 60/09 и 50/13);
- Закон о заштити природе (Службени гласник Републике Српске, бр. 20/14);
- Закон о заштити и добробити животиња (Службени гласник Републике Српске, бр. 111/08);
- Закон о ветеринарству (Службени гласник Републике Српске, бр. 42/08 и 6/12 );
- Закон о шумама (Службени гласник Републике Српске, бр. 75/08 и 60/13);
- Критеријуми за установљавање ловишта у Републици Српској (МПШиВ, бр.12.06-332-1496/14 од 25.12.2014. год.);
- Конвенција о биолошкој разноврсности (CBD) (Службени лист БиХ, бр. 13/02);
- Конвенција о међународом промету угроженим врстама дивље фауне и флоре (CITES) (Службени лист БиХ, бр. 11/08);
- Конвенција о заштити европске дивље фауне и флоре и природних станишта (Службени лист БиХ, бр. 8/08);